# شركة إفريقيا السويدية
شركة أفريقيا السويدية (بالسويدية: Svenska Afrikanska Kompaniet) هي شركة تجارية سويدية تأسست عام 1649 بناءً على المبادرة التي طرحها التاجر الوالوني الهولندي لويس دي جير وابنه لورنس والتي أضحت السويد موطناً ثانياً له. تمحور الاهتمام الأساسي للشركة حول التجارة على طول ساحل الذهب السويدي. وقد أثار تأسيس شركة أفريقيا السويدية الزائفة الكثير من الدهشة في مجلس مدينة أمستردام.

## التاريخ
انتهت مدة عقد الإجازة الممنوحة للويس دي جير الخاصة بتصدير النحاس السويدي. وأسس لويس مع ابنه لورنس شركة أفريقيا السويدية بتخويل من الميثاق الملكي الصادر عن كرستينا ملكة السويد. ولكنه نقل قاعدة الشركة من غوتنبرغ إلى شتاده. وجاء تأسيس الشركة بعد المساعدة التي عرض تقديمها الإداري السابق رفيع المستوى في شركة الهند الغربية الهولندية هنريك كارلوف فوطدَ بذلك علاقته مع الرئيس المحلي.
عُين كارلوف مقدَّماً بحريّاً ومديراً لمدة ثلاثة سنوات براتبٍ قدره مئة خولده وأونصة ذهب كل شهر لتغطية الرسوم. وشرع بالإبحار في نهر إلبه ومن هناك أبحر إلى أفريقيا. ووصل ساحل الذهب يوم 22 أبريل عام 1650. وقع كارلوف عقداً لشراء أرض من زعيم شعب إفوتو. ونشأ صراع على محطّة تجاريّة بريطانية مع شركة غينيا المتفاوضة مع هينيكوا وهو أحد أبناء عم ملوك الفوتو. ووقع كل السويديون والبريطانيون معاهدةً مع زعيم الشعب بتاريخ 28 مايو عام 1650. ونال الإنجليز حق التجارة لمدة نصف عام فقط.
استولى كارلوف على قرية بوتري (Butre) عام 1659، وقرية آنيمابو (Annemabo) عام 1651، وقرية أورسو (Orsou) عام 1652. وقُبِضَ على كارلوف وسفينته «كريستينا» خلال عودته في شهر سبتمبر من عام 1652 وأُخِذت إلى بليموث. كانت سفينته تحمل على متنها حوالي عشرين كيس من الذهب ونحو 6,500 قطعة عاج. وقد أخِذت الخواتم والقلادات والأَساوِرَ الذهبية إلى برج لندن. وباشر الرجال في تلك الأثناء تشييد قلعة رأس الساحل وكانت تُعرف حينها بـ«حصن كارلسبورغ» وقاموا بغزوا «حصن تاكاراي» عام 1653.[بحاجة لمصدر]